# دي فيلت

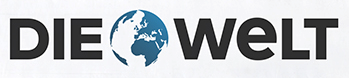
Die Welt Logo 2015.png

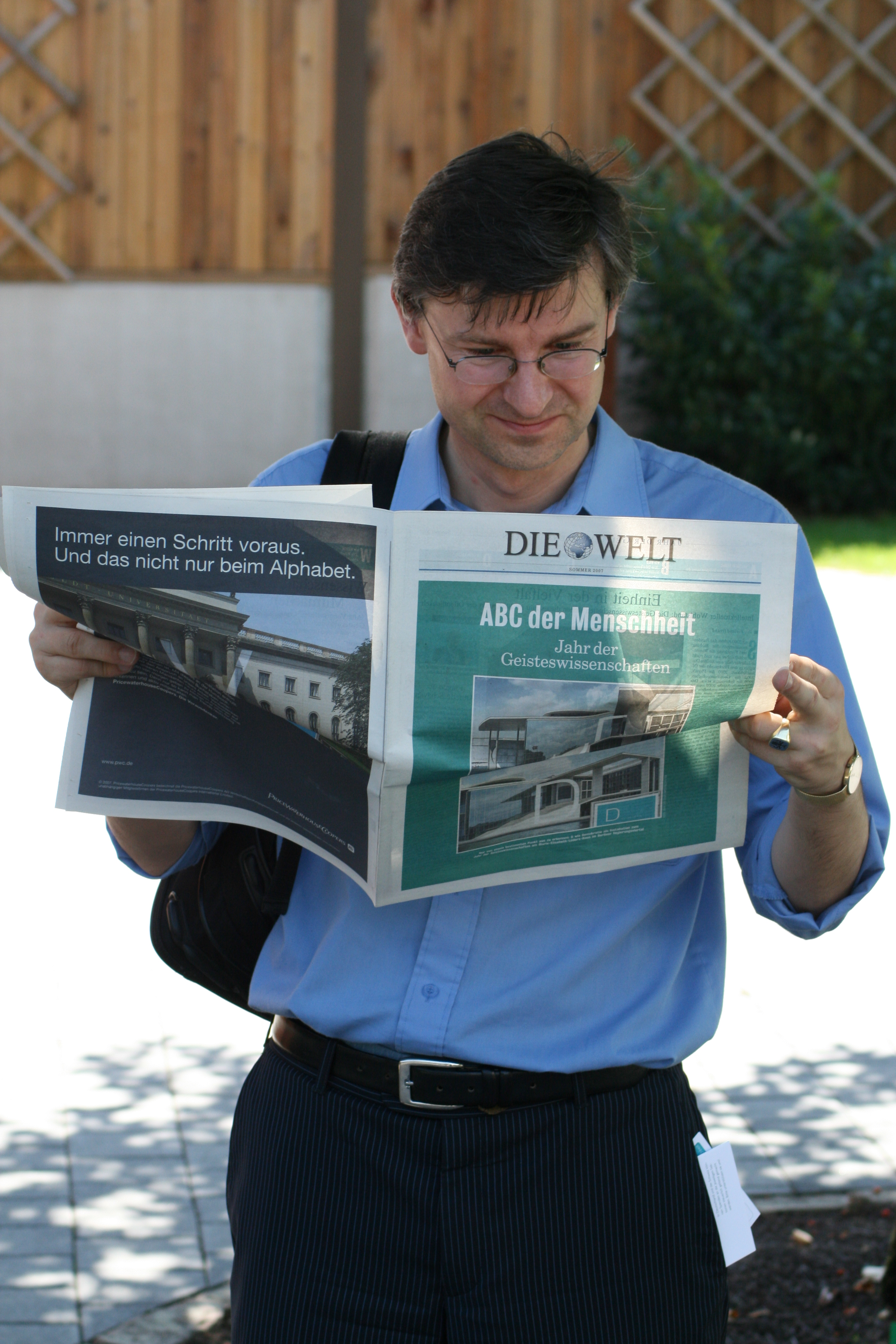
أحد قراء صحيفة دي فيلت

دي فيلت (بالألمانية Die Welt أي العالم) هي صحيفة يومية ألمانية تنشر عن شركة أكسل شبرينقر. تأسست الجريدة لأول مرة في 2 أبريل 1946 في مدينة هامبورغ من قبل قوات الأحتلال البريطاني آنذاك، تضمن الصحيفة يومياً طبعات إقليمية في برلين وهامبورغ ومن عام 1997 حتى 2002 في بريمن ومن عام 2002 أيضا لوقت قصير في بافاريا، تعتبر صحيفة دي فيلت أحد الأعضاء المؤسسين لتحالف الصحف اليومية الأوروبية، أما في الوقت الحالي فهي مع الصحف الأجنبية مثل الدايلي تيليجراف ولو فيغارو وأبسي إذ يعملون على إعداد التقارير الدولية ويتعاونون تعاوناً بشكل عملي. في عام 1995 أطلقت الصحيفة موقعاً لها على شبكة الإنترنت ويحتوي على جميع المقالات الأرشيفية منذ انطلاق موقعها في شهر مايو 1995، في خريف عام 1998 أنشأت الصحيفة ملحقاً أسبوعياً يهتم بالأدب، في العشر السنوات الأخيرة تلقت الصحيفة خمس شكاوى من مجلس الصحافة الألمانية.
وفي 10 يناير 2006 قامت صحيفة دي فيلت وصحف أخرى في أوروبا بإعادة نشر الصور الكاريكاتيرية المسيئة لرسول الإسلام محمد وذلك بعد أقل من أسبوعين على نشرها في صحيفة يولاندس بوستن الدانماركية، مما أدى إلى جرح مشاعر المسلمين في أنحاء العالم وإثارة غضبهم.

## تاريخ صحيفة دي فيلت
تأسست دي فيلت لأول مرة في 2 أبريل 1946 وكانت تباع آنذاك بمبلغ 20 بفينك كان مفهومها كصحيفة ثورية.

## جائزة الأدب العالمي
منذ عام 1999 تعطي صحيفة دي فيلت جائزة الأدب العالمي.

## وصلات خارجية
- الموقع الرسمي للجريدة باللغة الألمانية